# Hierochloe sachalinensis
Hierochloe sachalinensis là một loài thực vật có hoa trong họ Hòa thảo. Loài này được Vorosch. mô tả khoa học đầu tiên.